# Romário Martins
Alfredo Romário Martins (Curitiba, 8 de dezembro de 1874 - 10 de setembro de 1948), mais conhecido como Romário Martins, foi um jornalista, historiador e político brasileiro, com atuação no estado do Paraná. Considerado o maior historiador do Paraná, foi um dos idealizadores do Paranismo, movimento que buscava criar um sentimento de orgulho pelo estado. Também atuou na resolução da Guerra do Contestado, coletando dados que auxiliaram na vitória paranaense do quesito.

## Biografia
Romário era filho único de José Antônio Martins e de Florência Severina Ferreira Martins. Iniciou seus estudos no Colégio Curitibano, onde foi colega do historiador Ermelino Agostinho de Leão e da professora Júlia Wanderley, a primeira mulher nomeada para exercer o Magistério Público no Paraná. Aos 10 anos, com o falecimento de seu pai, precisou abandonar os estudos para se dedicar a aprender o ofício de tipógrafo, pois as condições financeiras da família haviam sido afetadas. Após um tempo, retornou ao Colégio e concluiu o Segundo Grau. Com 15 anos, começou a trabalhar como tipógrafo no jornal 19 de Dezembro, onde rapidamente se tornou redator e iniciou sua carreira jornalística. Aos 21 anos, se tornou secretário de redação do Diário do Paraná. Durante sua trajetória, também trabalhou nos periódicos Diário do Comércio e A Tribuna.
Se casou em 1898 com Benedita Menezes Alves, sobrinha do poeta Emílio de Menezes. Teve 8 filhos: Sidéria, Azurita, Ruy, Neo, Ivay, Romarito, Loreto e Ivo.
Em 1900, foi um dos fundadores do Instituto Histórico, Geográfico e Etnográfico Paranaense, além de ter sido nomeado sócio correspondente do Instituto Histórico Brasileiro. Em seu mandato no IHGE, foi autor de uma pesquisa que auxiliou na reunião de documentos relacionados à questão dos limites entre Paraná e Santa Catarina. Isso envolveu viagens para buscar arquivos no Rio de Janeiro, São Paulo e Rio Grande do Sul. Essa pesquisa foi de grande importância para que o Paraná vencesse o quesito envolvido na Guerra do Contestado.
Como representante do Paraná, participou de diversos congressos, incluindo os de Geografia em São Paulo, Belo Horizonte e Salvador, bem como os de História no Rio de Janeiro. Em 1902, foi escolhido pelo governador Xavier da Silva como presidente do Museu Paranaense, estando no cargo até 1927 quando foi nomeado diretor do Departamento de Agricultura do Estado.

## Política
Romário foi deputado estadual por 8 mandatos, pelo Partido Republicano Paranaense. Como legislador, atuou na criação de diversas leis que buscavam criar uma identidade paranaense, incluindo a criação do Brasão e da Bandeira do Paraná. Além disso, também atuou na preservação das florestas, com leis de reflorestamento e de regulação ao corte da madeira, reformulou limites de municípios baseados em acidentes naturais, dentre outros.
Em 1905, na época suplente de deputado, se elegeu camarista (antiga denominação para vereador) em Curitiba, onde foi presidente da Câmara Municipal e prefeito interino. Como camarista, instituiu o Brasão e a data do aniversário da fundação de Curitiba, no dia 29 de março de 1693.

## Paranismo
Nas décadas de 20 e 30, intelectuais se reuniram para criar uma identidade de orgulho pelo estado do Paraná, reforçando símbolos naturais conhecidos como a araucária, o pinhão, a gralha-azul e a erva-mate. Um dos intelectuais, que foi um dos principais representantes do movimento foi Romário, que entre suas colaborações, cunhou o termo "Paranista" no manifesto do movimento. O movimento possuía uma revista (Ilustração Paranaense), que circulou até 1930 quando o movimento perdeu força. As contribuições de Romário nos símbolos de Curitiba e do Paraná são exemplos de seus esforços pelo orgulho paranaense, mesmo que nesta época o movimento não fosse de fato existente. Romário definiu o movimento como: 
Paranista é todo aquele que tem pelo Paraná uma afeição sincera e que notavelmente a demonstra em qualquer manifestação de atividade digna, útil à coletividade paranaense. [...] Paranista é aquele que em terras do Paraná lavrou um campo, cadeou uma floresta, lançou uma ponte, construiu uma máquina, dirigiu uma fábrica, compôs uma estrofe, pintou um quadro, esculpiu uma estátua, redigiu uma lei liberal, praticou a bondade, iluminou um cérebro, evitou uma injustiça, educou um sentimento, reformou um perverso, escreveu um livro, plantou uma árvore— Romário Martins em: Paranística. In: A Divulgação. Curitiba 1946, p. 91).

## Bandeira do Paraná
Romário Martins foi o autor do projeto de lei que criou a precursora da atual bandeira do Paraná. Durante alguns anos, realizou uma pesquisa que resultou na criação da lei n.º 592, de 24 de março de 1905, onde a principal mudança foi a troca da barra diagonal por uma circular, e a inserção do nome "Paraná" substituindo o antigo "Ordem e Progresso". O projeto de lei dispunha que:
Art. 2.º. A bandeira será a até aqui adoptada, consistindo num quadrilongo de cor verde, cortado transversalmente, de alto para baixo e do ângulo direito superior para o oposto, por uma larga faixa, em arco de cor branca, e ocupando o centro desta faixa e da bandeira uma esfera azul contendo na zona equatorial e em sentido oblíquo na ordem descendente, uma faixa branca com a inscripção “Paraná”. No hemisfério inferior, as cinco estrelas do Cruzeiro do Sul, e circundando a esfera pelo hemisfério inferior, uma grinalda formada de dois ramos de pinho e mate.

Bandeira elaborada por Romário Martins

A bandeira figurou apenas por 18 anos, quando foi suprimida na gestão do governador Caetano Munhoz em 1923, pela lei 2182/1923. Após esse tempo, o estado ficou sem bandeira até a instalação da atual em 1947.

## Morte
Romário faleceu em Curitiba no dia 10 de setembro de 1948, e a causa da morte é desconhecida. Seu velório contou com a presença diversas figuras importantes à época, como o governador Moysés Lupion, o prefeito de Curitiba Ney Leprevost e o reitor da UFPR João Ribeiro de Macedo Filho. Foi enterrado no Cemitério São Francisco de Paula.

## Homenagens
Romário é homenageado dando nome a algumas ruas e colégios no Paraná, em cidades como São José dos Pinhais, Maringá, Ponta Grossa, Mandaguari, entre outras. Também dá nome a Biblioteca Romário Martins, que pertence ao Museu Paranaense, e a Casa Romário Martins, centro cultural localizado próximo ao Lago da Ordem.

## Obras
1. Combate de Cormorant (1898)[18]
2. História do Paraná (1899)[19]
3. Cafelândia ou terras das glebas de ouro (1923)[20]
4. Curytiba de Outr'Ora e de Hoje (1924)[21]
5. Ilex-mate; chá sul-americano (1926)
6. Quantos somos e quem somos - dados para a história e a estatística do povoamento do Paraná (1941)
7. Livro das árvores do Paraná (1942) [22]